# Lytta cardinalis
Lytta cardinalis är en skalbaggsart som beskrevs av Louis Alexandre Auguste Chevrolat 1834. Lytta cardinalis ingår i släktet Lytta och familjen oljebaggar. Inga underarter finns listade i Catalogue of Life.